# Gianluca Mattioli
Gianluca Mattioli (Pesaro, 25 novembre 1967 – Murcia, 16 novembre 2017) è stato un arbitro di pallacanestro italiano.

## Biografia
Di professione manager della SCM Group, diplomato al Conservatorio Gioachino Rossini, era sposato dal 1995 e aveva due figli.

## Carriera
Arbitro dal 1985, è diventato internazionale nel 2000, arrivando a dirigere anche una finale di EuroLeague Women; è stato anche attivo nella diffusione della pallacanestro 3x3, di cui aveva creato la struttura arbitrale e contribuito a scrivere le linee guida. Nel 2011 aveva ricevuto il Premio Reverberi come miglior arbitro.
È morto improvvisamente giovedì 16 novembre 2017 a Murcia, dove si trovava per dirigere l'incontro di Champions League della squadra di casa contro il Monaco, a causa di un'infezione virale che lo aveva colpito nella serata di martedì. Dopo la sua scomparsa ha ricevuto alla memoria il Premio Martolini, mentre nel 2022 gli è stato intitolato un playground nella natìa Pesaro.